# Думитрештиј Галациј (Јаши)
Думитрештиј Галациј (рум. Dumitreștii Gălății) насеље је у Румунији у округу Јаши у општини Скиту-Дука. Oпштина се налази на надморској висини од 217 m.

## Становништво
Према подацима из 2002. године у насељу је живело 711 становника, од којих су сви румунске националности.